# Phypia punctata
Phypia punctata är en insektsart som beskrevs av Metcalf 1938. Phypia punctata ingår i släktet Phypia och familjen vedstritar.
Artens utbredningsområde är Honduras. Inga underarter finns listade i Catalogue of Life.